# Sint-Martinuskerk (Breda)

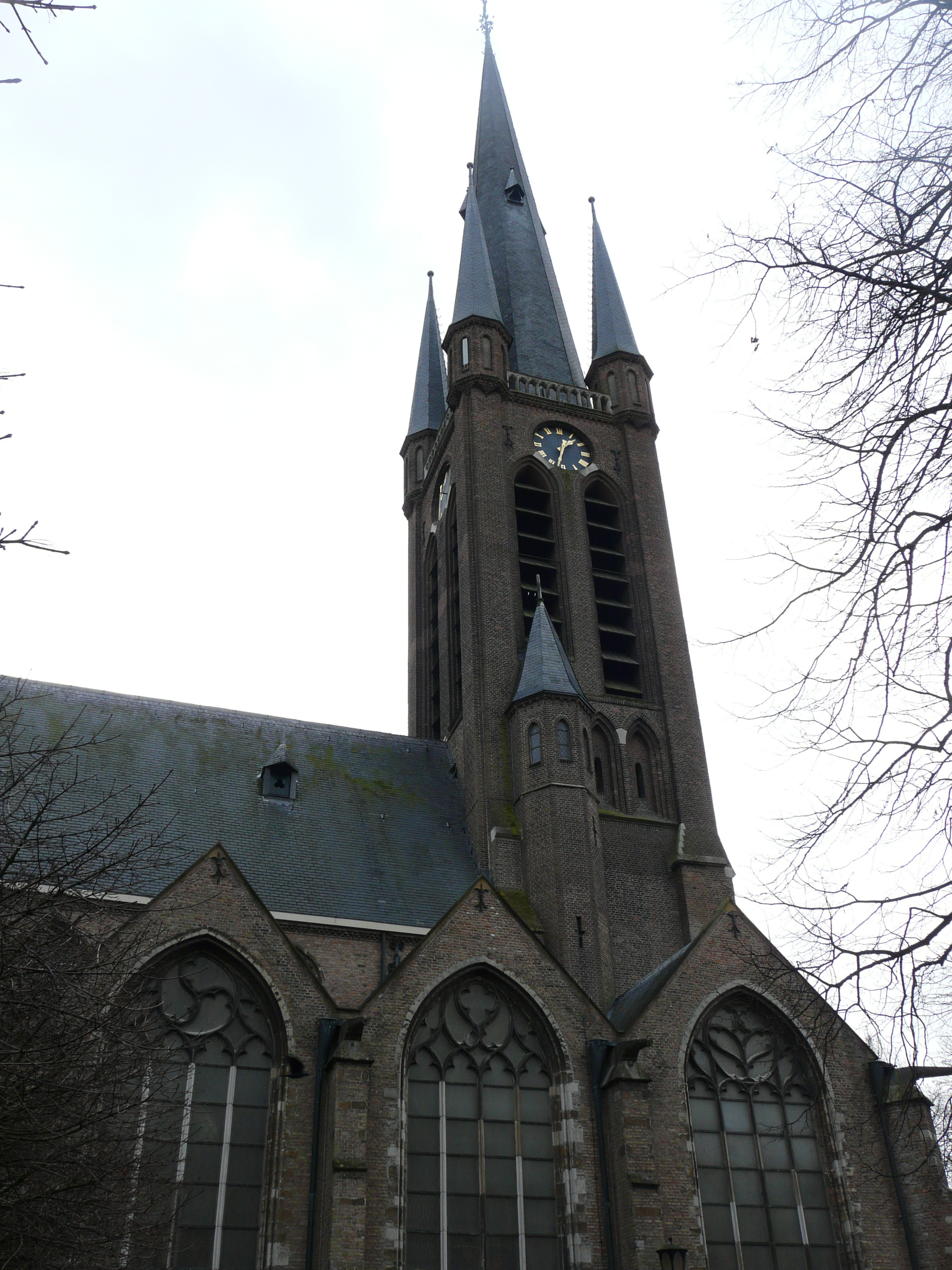
Toren Sint-Martinuskerk

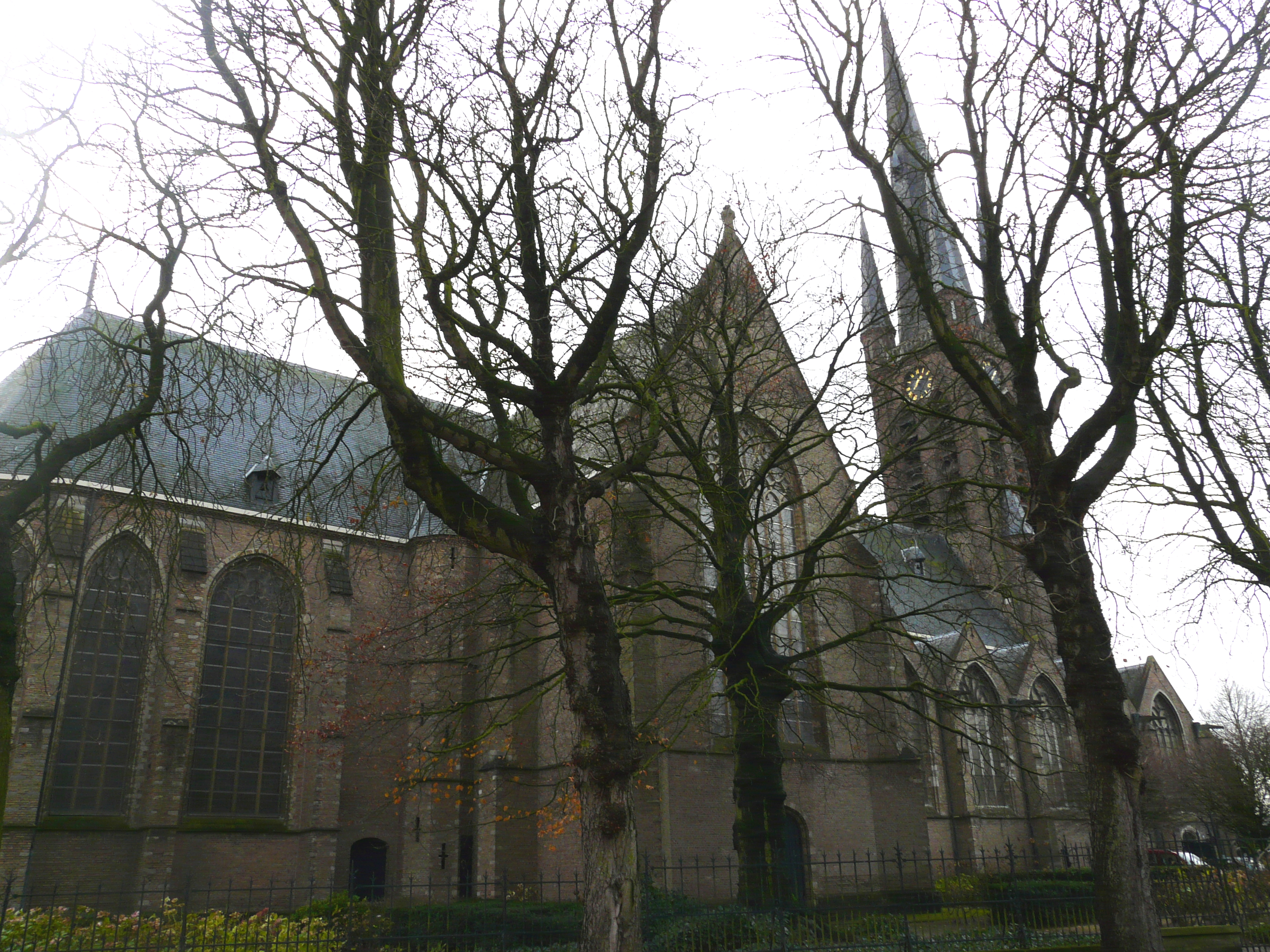
Sint-Martinuskerk

De Sint-Martinuskerk is een kerk aan de Haagsemarkt in de wijk Princenhage in Breda. De Sint-Martinuskerk behoort tot de Nazareth-parochie.

## Geschiedenis
In 1261 werd Princenhage door de abdis Hildegunde van Wassenberg van de abdij van Thorn tot een zelfstandige parochie verheven. De kerktoren dateert uit circa 1400. In 1520 tot 1564 werd het driebeukige schip gebouwd. In 1666 kreeg de toren een 38 meter hoge spits, de totale hoogte van de toren kwam daarmee op op 64 meter. Na lange tijd gebruikt te zijn door de protestanten keerde de kerk in 1800 terug in katholieke handen. Op 1 en 2 augustus 1873 werd de kerk beschadigd door brand als gevolg van een blikseminslag in de kerk. Hierna werd de kerk gerestaureerd door J.J. van Langelaar volgens plannen van P.J.H. Cuypers. Hierbij werd onder meer de toren in neogotische stijl verbouwd en de torenspits vervangen. De toren heeft een torenspits die geflankeerd wordt door vier torentjes. Op 6 november 1874 werd door storm een hoektorentje afgerukt.
Het orgel van de firma Anneessens uit Geraardsbergen in België dateert van 1879.